# Samil Baszajev
Samil Baszajev (csecsenül: Шамиль Басаев, oroszul: Шамиль Салманович Басаев, Vegyeno, Csecsenföld, 1965. január 14. – Ekazsevo, Ingusföld 2006. július 10.) csecsen milícia-parancsnok, az első és második csecsen háborúk, illetve a dagesztáni háború idején. 1997–1998 között Csecsen Icskéria Köztársaság alelnöke volt Aszlan Maszhadov helyetteseként. A második csecsen háború kirobbanását követően az iszlamista gerillacsapatokat vezette. 2004-ben ő rendelte el a beszláni túszejtő akciót, mely egy 334 halálos áldozattal járó vérfürdőhöz vezetett. 2006-ban az orosz hírszerzés meggyilkoltatta. 

## Élete
Baszajev Csecsenföld délnyugati részén, a grúz határ közelében született, a vegyenói járásban. Szülei a csecsen nemzeti hős, Samil imám után nevezték el, aki a 19. században évtizedekig harcolt a megszálló cári csapatok ellen (kaukázusi háború). A Baszajev család évszázadok óta részt vett az összes kaukázusi felkelésben az orosz uralom ellen. Nagyapja 1919-ben részt vett az Észak-kaukázusi Emírség megalapításában. 1944-ben a családot Kazahsztánba deportálták, a csecsen és ingus lakosság nagy részével egyetemben, és csak Nyikita Szergejevics Hruscsov engedélyével térhettek haza 1957-ben. 
Baszajev iskoláit szülőfalujában végezte. Bár nem volt kiemelkedő tanuló, tehetségesen focizott. 1982–1984 között katonai szolgálaton volt az orosz hadsereg egy tűzoltó alakulatánál. Leszerelése után 1987-ig egy farmon dolgozott Volgográd mellett, majd Moszkvába költözött. Ugyanebben az évben felvették a Moszkvai Egyetem Agrármérnöki karára, de első év végén elbocsátották gyenge jegyei miatt. Ezt követően számítógép-eladásból tartotta fenn magát egy helyi csecsen üzletemberrel, Szupjan Taramovval társulva. (Később, a csecsen háborúk alatt az ellentétes oldalon találták egymást. Míg Baszajev a szeparatisták oldalán harcolt, addig Taramov egy oroszpárti csecsen milíciát pénzelt.) 
1991-ben, a szovjet katonai puccskísérlet idején Borisz Jelcint támogatta a puccsistákkal szemben. Kézigránátokkal felszerelve őrködött az elnöki palota körüli barikádon. Novemberben Dzsohar Dudajev csecsen nacionalista vezető egyoldalúan kikiáltotta Csecsenföld függetlenségét az Orosz Föderációtól. Erre válaszul Borisz Jelcin rendkívüli állapotot hirdetett, és katonai csapatokat vezényelt a csecsen határra. Erre válaszul Baszajev harmadmagával 1991. november 9-én eltérítette az orosz légitársaság egyik Ankarába tartó gépét, azzal fenyegetőzve, hogy felrobbantják a gépet, amennyiben a rendkívüli állapotot Moszkva nem oldja fel. A gépeltérítést a török külképviselet diplomáciailag megoldotta, a személyzet és az utasok sértetlenségéért cserébe garantálva a három terrorista szabad útját Csecsenföldre. 
1992-ben egy csecsen önkéntesekből álló egységet vezényelt Szalman Radujevvel együtt Azerbajdzsánba, ahol részt vettek a hegyi-karabahi háborúban. Baszajev egysége volt az utolsó, mely kivonult az örmények által ostromolt Şuşából. Még ugyanabban az évben Abháziába utazott, ahol abház oldalon részt vett a grúziai polgárháborúban, egy kb. 1500 fős, főként csecsenekből álló milíciát vezetve. Alakulatával részt vett az abháziai népirtásban, melynek során 8000–10 000 grúz civilt gyilkoltak le abház csapatokkal kooperálva. 
1994-ben a pakisztáni hírszerzés támogatásával az afganisztáni Hoszt tartományba utazott, ahol a tálib milíciák kiképzésében vett részt. Itt ismerkedett meg a szaúdi Ibn al-Hattábbal, akivel később együtt harcoltak a csecsen háborúkban. 
1994. december 11-én az orosz csapatok megtámadták Csecsenföldet. Baszajevet Dudajev elnök az "Abház Hadosztály" parancsnokává nevezte ki, melynek élén sikeresen harcolt az orosz csapatok ellen. Az egység részt vett a grozniji csatában, ahol súlyos veszteséget okozott az oroszoknak, de a csecsen csapatok végül kénytelenek voltak feladni a várost. 
1995. június 3-án az orosz légierő lebombázta Vegyenót, Baszajev szülővárosát. A bombázásban életét vesztette felesége és gyermeke, lánytestvére és a nagybátyja hat gyermekével együtt. Néhány nappal később egyik fiútestvére is életét vesztette a Vegyeno környéki harcokban. Baszajev válaszul 80 fegyveressel megtámadta a dél-oroszországi Bugyonnovszkot, ahol a helyi kórházban túszul ejtettek 1500 civilt. Az orosz katonákkal kialakult tűzharcban 129 polgári személy vesztette életét, de a csecsen fegyveresek többsége – élő pajzsok fedezete alatt – sikeresen hazatért. 1996-ban Dudajev a csecsen csapatok főparancsnokává nevezte ki. Még az év augusztusában visszafoglalta Groznijt, melynek eredményeként az orosz kormány béketárgyalásokat kezdett a csecsen féllel az afganisztáni és transznisztriai háborúkat lezáró fegyverszünetek megkötését felügyelő Alekszandr Lebegy tábornokot bízva meg annak vezetésével. A békeszerződés értelmében Csecsenföld de facto függetlenné vált. 
1997-ben Baszajev indult a csecsen elnöki tisztségért, de a szavazatok 23,5%-ával csak második lett Aszlan Maszhadovval szemben. Maszhadov azonban kinevezte alelnökké. Baszajev népszerűsége jelentős mértékben csökkent, korrupciós vádak, a nevéhez köthető emberrablások és Ibn al-Hattáb dzsihadista vezérhez fűződő jó kapcsolata miatt, ezért 1998-ban lemondott tisztségéről. 
1999. augusztus 4-én dagesztáni iszlamista gerillák fegyveres támadásokat hajtottak végre orosz katonai és rendőri célpontok ellen. Megsegítésükre augusztus 7-én egy 1500–2000 főnyi csecsen egység átlépte az orosz határt Baszajev és Ibn al-Hattáb vezetésével. A támadás kezdetben sikereket ért el, a csecsen és dagesztáni harcosok több települést elfoglaltak, köztük Haszavjurt várost is. Az orosz csapatok ellentámadása azonban visszavetette a dagesztáni fegyvereseket, majd támadásba lendültek Csecsenföld ellen is. Ezzel vette kezdetét a második csecsen háború. Az orosz sikerekre válaszul Baszajev parancsára három pokolgépes merényletet hajtottak végre az orosz polgári lakosság ellen: egyet a dagesztáni Bujnakszkban, egyet Volgodonszkban és egyet Moszkvában. A három támadásban összesen 367 civil vesztette életét. 
Szeptember folyamán Baszajev fegyveresei visszavonultak Dagesztánból Csecsenföldre, ahol részt vettek Groznij orosz győzelemmel végződő ostromában. A harcok során Baszajev elvesztette egyik lábát egy aknarobbanásban. Katonáival visszavonult a Kaukázus hegyeibe. 2000. április 4-én kilenc fogoly rendőrt lövetett agyon megtorlásként. 2001-ben egy rajtaütésben visszafoglalta Vegyenót, de a kibontakozó orosz ellentámadás visszavetette a csecseneket, a harcokban Baszajev ismét megsérült. Egyes hírek szerint 2002-ben orosz katonák agyonlőtték Samil 65 éves apját, Szalmánt. Baszajev 2003-ban felvette az "észak-kaukázusi emír" címet.  
2004 szeptemberéig Baszajev legkevesebb kilenc terrortámadást rendelt el személyesen orosz rendfenntartók és civilek ellen egyaránt. A támadásoknak legkevesebb 539 halálos áldozata volt, köztük Ahmad Kadirov, az orosz kormány által kinevezett csecsen elnök is. 2004. szeptember 1-jén az ő parancsára ejtette túszul 34 fegyveres a beszláni iskola tanárait és diákjait. A kibontakozó tűzharcban 334 fő halt meg orosz részről, köztük 186 gyerek és az orosz biztonsági szolgálat 19 katonája. A túszejtőket mind agyonlőtték. 
2005-ben egy rajtaütést vezetett Nalcsikba, mely azonban kudarccal végződött. A tűzharcban 35 orosz katona, 97 csecsen fegyveres és 14 civil esett el. 2006-ban az orosz biztonsági szolgálat nyomára akadt, és július 10-én egy robbantásos merényletben meggyilkolták Ingusföldön. Maradványait azonban csak december 29-én azonosították DNS-vizsgálattal. A Kaukázusi Emirátus élén Doku Umarov követte, aki Baszajevet posztumusz generalisszimusszá léptette elő.